# شین موزلی
شین موزلی (انگلیسی: Shane Mosley؛ زادهٔ ۷ سپتامبر ۱۹۷۱) بوکسور اهل ایالات متحده آمریکا است.